# Magische Säure
Magische Säure ist eine Mischung aus der Supersäure Fluorsulfonsäure (HSO3F) und der Lewis-Säure Antimon(V)-fluorid (SbF5). Durch die Kombination einer Brønsted-Säure mit einer Lewis-Säure erreicht man eine besonders hohe Säurestärke (bis zu H0 ≈ −27 auf der Hammettschen Aciditätsskala):
{\displaystyle \mathrm {SbF_{5}+\ FSO_{3}H\ \longrightarrow \ HSO_{3}^{+}+SbF_{6}^{-}} }
Die Bezeichnung magic acid stammt von Joachim Lukas, einem deutschen Post-Doktoranden in der Gruppe von George A. Olah. Lukas legte nach einer Weihnachtsfeier ein Stück einer Kerze in magische Säure und erhielt dabei eine klare Lösung. Die Besonderheit dieses Vorgangs liegt darin, dass Paraffin, das aus gesättigten Kohlenwasserstoffen besteht, sich von „normalen“ Säuren (Salzsäure, Schwefelsäure etc.) weder auflösen noch zerstören lässt. NMR-spektroskopische Untersuchungen legten die Bildung des tertiär-Butyl-Kations nahe. Ned Arnett erwähnte die Bezeichnung magic acid zum ersten Mal in der chemischen Literatur. Die Komponenten der Mischung waren schon länger bekannt: Fluorsulfonsäure seit dem 19. Jahrhundert und Antimonpentafluorid seit 1904 (Otto Ruff).
Ein ehemaliger Doktorand von Olah, John J. Svoboda, gründete die Firma Cationics, die die Namensrechte für Magic Acid erwarb.
Die Magische Säure wurde von der Gruppe von Olah nicht nur zur Stabilisierung von Carbokationen benutzt, sondern spielt auch eine Rolle in Olahs Vision einer neuen chemischen Grundlage für die Herstellung organischer Treibstoffe (Methanolwirtschaft), zum Beispiel als Ersatz des toxischen, flüchtigen Fluorwasserstoff als Katalysator bei der Benzinherstellung.